# یواس‌اس لیزاردفیش (اس‌اس-۳۷۳)
یواس‌اس لیزاردفیش (اس‌اس-۳۷۳) (به انگلیسی: USS Lizardfish (SS-373)) یک زیردریایی بود که طول آن ۳۱۱ فوت ۹ اینچ (۹۵٫۰۲ متر) بود. این زیردریایی در سال ۱۹۴۴ ساخته شد.